# Hajdina
Hajdina (Duits: Haidin) is een gemeente in Slovenië en telde tijdens de volkstelling van 2002 3492 inwoners. De gemeente maakte voorheen deel uit van Ptuj. De gemeente bestaat uit de volgende dorpen: Draženci (eerste vermelding in 1237), Gerečja vas (eerste vermelding in 1144), Hajdoše (eerste vermelding in 1320), Skorba, Slovenja vas, Spodnja Hajdina (eerste vermelding in 1164) en Zgornja Hajdina.
Gorečja vas werd in 1144 vermeld als bezit van het klooster van Sint-Lamprecht. Via Gorečja vas liep ooit de Romeinse waterleiding van Rače-Fram naar Ptuj. Hajdina heette ooit Ghandin. Onder die naam werd het in 1164 voor het eerst vermeld. In 1190 ging Hajdina over in eigendom aan het kartuizerklooster van Žička, maar al in 1202 werd Hajdina gesplitst in Spodnja Hajdina, dat aan de bisschop van Salzburg kwam en Zgornja Hajdina, dat aan de landsheren (van Stiermarken ging.

## Romeinen in Hajdina
In beide delen van Hajdina zijn belangrijke archeologische vondsten gedaan. Er bevindt zich een begraafplaats uit de Romeinse tijd met ongeveer 200 graven en verschillende overblijfselen van gebouwen. De eerste langdurige bewoning gaat echter tot 400 v.Chr. terug; opgravingen op de plaats van de kerk van Hajdina hebben graven uit de bronstijd blootgelegd. Een bijzonderheid is dat hier twee Mithras-tempels zijn blootgelegd, die beide goed bewaard zijn gebleven (zij zijn eerst honderd jaar geleden ontdekt). De eerste tempel dateert uit 157, de tweede uit circa 200. Deze tempels zijn nauw verbonden geweest met het nabijgelegen Ptuj, dat in die tijd een belangrijke stad in Noricum was en de status had van Colonia. Aan het begin van de 4e eeuw worden bijna geen Mithras-opschriften meer gevonden, de laatste dateren in de regio Ptuj uit 383. De cultus wordt dan snel verdrongen door het christendom.
In Skoba zijn diverse archeologische uitgravingen gedaan, waaronder een Keltisch graf met bijgaven (zwaard, keramiek enzoverder). Talrijker zijn de Romeinse grafvondsten.

## Andere bezienswaardigheden
De eerste kerk werd gebouwd rond 1000 in de tijd van een pestepidemie. In 1390 werd op dezelfde plaats een nieuwe gotische kerk gebouwd. Enige tijd later, in 1597, wordt de kerk thuishaven van een zelfstandige parochie. Het kerkgebouw is nog geheel in gotische stijl, terwijl de gebrandschilderde ramen in 2000 geheel vervangen werden.
Dat de pest geen eenmalig iets was, blijkt uit de in 1645 gestichte kapel van Sint-Rochus, ter herinnering aan de pest in deze contreien. In Slovenja vas staat sinds 1992 een nieuwe kerk van Maria-Tenhemelopneming.

## Plaatsen in de gemeente
Draženci, Gerečja vas, Hajdoše, Skorba, Slovenja vas, Spodnja Hajdina, Zgornja Hajdina
Benedikt · Cerkvenjak · Cirkulane · Destrnik · Dornava · Duplek · Gorišnica · Hajdina · Hoče-Slivnica · Juršinci · Kidričevo · Kungota · Lenart · Lovrenc na Pohorju · Majšperk · Makole · Maribor · Markovci · Miklavž na Dravskem polju · Oplotnica · Ormož · Pesnica · Podlehnik · Poljčane · Ptuj · Rače-Fram · Ruše · Selnica ob Dravi · Slovenska Bistrica · Središče ob Dravi · Starše · Sveta Ana · Sveta Trojica v Slovenskih goricah · Sveti Andraž v Slovenskih goricah · Sveti Jurij · Sveti Tomaž · Šentilj · Trnovska vas · Videm · Zavrč · Žetale
1. ↑  "Prebivalstvo po starosti in spolu, občine, Slovenija, polletno". Statistični urad Republike Slovenije. Geraadpleegd op 18 april 2021.